# 乙女ゲーの攻略対象になりました…。
『乙女ゲーの攻略対象になりました…。』（おとめゲーのこうりゃくたいしょうになりました）は、秋目人による日本のライトノベルである。イラストは森沢晴行。アスキー・メディアワークス（電撃文庫）より刊行されている。

## あらすじ
大翼学園では、創立者の言により、高等部で3年に1度『幸運の冠』を選出するイベントが行われる。全校生徒の中から冠候補、騎士が4人ずつ選ばれ、騎士によって幸運の冠が選ばれるのである。今年はなぜか武尊湊というフツメンが5人目の騎士となっている。
──という乙女ゲーム『フォーチュン・クラウン』をプレイしていた妹。この武尊湊の攻略ルートに入ると、湊のデッドエンドを迎える率が高すぎると妹が愚痴を言うのを聞いていた日下部湊。
……という記憶を持つ俺は、武尊湊だ。この『前世？』の俺である日下部湊の記憶が確かなら（そして記憶の通りの世界なんだが）、主人公が俺の攻略ルートに入ったら、俺は死んでしまうんじゃ!?　しかし冠候補たちは、俺を落とそうと迫ってくるし、どうすりゃいいのさ！

## 登場人物
武尊 湊（ほたか みなと）
高校2年生。ブソンと呼ばれることが多い。日下部湊としての記憶を有しており、日下部湊の記憶を活用して、デッドエンドを避けるべく日々努力している。声フェチ。
日下部 湊（くさかべ みなと）
高校生。声フェチ。武尊湊が『前世？』と呼ぶ、いわば謎の記憶。中学3年生の乙女ゲームオタクの妹がいる。ポン太という柴犬を飼っている。
宮河 乙女（みやがわ おとめ）
冠候補。高校1年生。赤に近い栗色の髪。演劇部所属。乙女ゲーム『フォーチュン・クラウン』の主人公のデフォルト名でもある。不思議な選択肢が見えることがある。
高埜倉 レイア（たかのくら れいあ）
冠候補。高校2年生。金髪の持ち主で、生徒会副会長。一代で財をなした大金持ちの令嬢。法条紗綾を一方的にライバル視している。動物好き。声フェチの湊にとって、声はレベル3の標準。
霧島 章良（きりしま あきよし）
騎士。高校2年生。黒髪短髪眼鏡の生徒会長。イケメンなので女子のファンが多い。裏購買のボス。
桜 肇輔（さくら けいすけ）
騎士。高校2年生。桜実琴の義兄で、実琴を愛しすぎるあまり携帯端末にGPSを仕込んだりと問題行動も見受けられる。
桜 実琴（さくら みこと）
冠候補。高校1年生。普段は緑の髪を三つ編みにしているが、ほどくと豪華な雰囲気になる。乙女ゲームオタクで、新作ゲームをプレイするときには正装をする。湊（武尊）を乙女ゲーム仲間だと思っている。思い込みが激しい面がある。
法条 紗綾（ほうじょう さや）
冠候補。高校2年生。放送部所属。青みがかった黒髪ロングのクール系、紫の目。法条グループの令嬢。湊が最高レベルの五をつける美声の持ち主。
笠城 志真（かさぎ しま）
騎士。高校2年生。赤毛。法条家とは家同士のつきあいがある。元放送部。
津久見 日向（つくみ ひなた）
騎士。高校1年生。女顔の美少年。服飾系の技術に長けている。甘いもの好き。実琴と仲がいい。
津久見 日景（つくみ ひかげ）
高校1年生。日向の双子の妹。ときどき日向と入れ替わる。人懐こい日向とは正反対の性格。
武尊 透子（ほたか とうこ）
湊（武尊）の姉。大学2年生。ピンクの髪。湊を「愚弟」と呼ぶ。かつて大翼学園で生徒会長をした折、理事長と揉めた。幼少の頃より多くのストーカーに狙われるほどの美女だが、何度彼氏が出来ても3日と持たない。オムレツが好き。風呂上がりには湊に髪を乾かしてもらっている。
法条 柚子（ほうじょう ゆず）
紗綾の妹。幼女。金髪で左右の目の色が違う（青と緑）。大変な人見知りだが湊（武尊）と乙女には人見知りをすることなく懐いた。
清水 光一（しみず こういち）
高校3年生。バスケ部だが乙女目当ての下心で演劇部にも協力している。隣の地区の清心女子高等学校の生徒に七股をかけていたことが判明する。
法条 マユリ（ほうじょう まゆり）
紗綾の姉。学生時代、透子とはライバル関係にあったが、結局一度も勝てなかった。
真辺（まなべ）
高校3年生。放送部員。騎士試験で司会を務める。かつて放送部でスパルタ指導をして笠城を辞めさせた。
騎士プ（ないとぷ）
湊（武尊）が騎士に選ばれてからというもの、ほぼ毎日欠かさず「騎士プ」と書いた手紙を下駄箱に入れる謎の人物。風邪を引いて休んだ翌日には「昨日は風邪で休んだ。騎士プ」と書く律儀な性格。ときどき湊が返事を書くと、それに対する短い返事を添えて「騎士プ」と書いてくる。
リンリンさん（りんりんさん）
武尊家の飼い猫。透子に一番懐いている。湊（武尊）が独り言を聞いてもらう相手。

## 既刊一覧
1. 2012年1月 ISBN 978-4-04-870880-7
2. 2012年5月 ISBN 978-4-04-886557-9